# الغوازي (صباح)
الغوازي هي إحدى مشيخات المملكة المغربية، تتبع جغرافيا لعمالة الصخيرات تمارة وإداريًا لصباح. يقدر عدد سكانها بـ 9443 نسمة حسب الإحصاء الرسمي للسكان والسكنى لسنة 2004.